# Daiana Falfán
Daiana Micaela Falfán (* 14. Oktober 2000 in Hurlingham, Provinz Buenos Aires) ist eine argentinische Fußballspielerin.

## Karriere

### Klub
Bis 2018 spielte sie für Deportivo Morón, seitdem steht sie bei UAI Urquiza unter Vertrag.

### Nationalmannschaft
Ihr Debüt bei der argentinischen A-Nationalmannschaft hatte sie am 7. November 2019 bei einem 2:1-Freundschaftsspielsieg über Paraguay. Nach weiteren Freundschaftsspielen in diesem Jahr nahm sie mit der U20 im darauffolgenden Jahr an der Südamerikameisterschaft 2020 teil.
In den nächsten Jahren folgten weitere Einsätze bei Freundschaftsspielen und Einladungsturnieren. Bei der Copa América 2022 war sie auch dabei. Durch den Gewinn des Spiels um den dritten Platz sicherte die Mannschaft sich einen direkten Startplatz bei der Weltmeisterschaft 2023.
Sie wurde am 8. Juli 2023 für den finalen Kader bei der WM 2023 nominiert. Dort erhielte sie bei der 0:1-Auftaktniederlage gegen Italien auch ihr WM-Debüt.